# Ksènia Símonova
Ksènia Oleksàndrovna Símonova (ucraïnès: Ксе́нія Олекса́ндрівна Си́монова Ievpatòria, 22 d'abril de 1985) és una artista ucraïnesa especialitzada en l'animació de sorra. S'inicià en el dibuix de la sorra després de la fallida del seu negoci a conseqüència de la crisi de crèdit i un any més tard participà en el concurs Ukraine's Got Talent. Es va convertir en guanyadora del concurs l'any 2009, construint una animació sobre la vida a la Unió Soviètica durant la Gran Guerra Patriòtica contra el Tercer Reich a la Segona Guerra Mundial.
Simonova va guanyar 1.000.000 de hrívnies ucraïneses (al voltant de 125.000 $) quan va aconseguir el primer lloc del concurs. Un vídeo de la seva performance a YouTube ha rebut més de 9 milions de visites